# Caroline Delage
Caroline Delage, née le 23 août 1980 dans le 17e arrondissement de Paris, est journaliste, productrice, animatrice de télévision et de radio et auteure d'émission.
Elle est journaliste-présentatrice pour la chaîne C8 de 2017 à 2025 et a créé "Au Tableau Productions".

## Biographie

### Formation
Caroline Delage obtient un baccalauréat scientifique au lycée Stanislas (Nice), puis suit une prépa hypokhâgne au Lycée Masséna (Nice).[réf. nécessaire] En 1998, elle étudie à Institut d'études politiques d'Aix-en-Provence, où elle sort diplômée en 2002. En 2002, elle s’installe à Paris et intègre le Centre de formation des journalistes (CFJ).

### Carrière
Diplômée du CFJ en 2004, elle commence sa carrière au sein de la radio France Info. En 2005, Jean-Pierre Elkabbach alors PDG de Public Sénat la repère et la recrute. Au sein de la chaîne parlementaire, elle présente plusieurs émissions comme Paroles du monde.
Elle se voit également confier la présentation de soirées spéciales comme la couverture de l’élection présidentielle américaine de 2008. La journaliste réalise aussi deux documentaires tournés aux États-Unis OH, Ohio ! et Back to Ohio, puis crée et anime l’émission Et si on partait.

En parallèle de son activité à Public Sénat, Caroline Delage, anime des chroniques l'été sur France Info.
Elle quitte Public Sénat en 2011 et devient correspondante du groupe Canal+ et d’Europe 1 à Jérusalem (Israël-Paslestine).
Pendant deux ans, elle assure de nombreux duplex en direct de grands événements en Israël, Cisjordanie, Gaza, Liban, Jordanie tels que la libération de Gilad Shalit, l'opération pilier de défense sur Gaza, la visite de Barack Obama, la visite de Benoît XVI à Beyrouth, les obsèques des victimes de Mohamed Merah à Jérusalem…
Pendant cette période, elle réalise également des reportages pour Effet papillon, émission présentée par Victor Robert, diffusée le samedi à 13 h 40 sur Canal+ et collabore également au magazine Elle.
A l’été 2013, elle revient en France pour animer les matinales week-end d'Europe 1 puis co-présente pendant 2 saisons sur Itélé Galzi jusqu’à minuit, une tranche d'informations et de décryptage de 22 h à 00 h, avec Olivier Galzi.

Elle anime ensuite la session d’information Newsroom (saison 2015-2016).
Elle est aussi plusieurs fois envoyée spéciale en Israël-Palestine et « joker » de divers présentateurs tels que de Léa Salamé, Olivier Galzi, Audrey Pulvar et Laurence Ferrari.[réf. nécessaire]
En 2016, elle présente Studionews avec Romain Desarbres  mais une crise à I-télé marquée par une grève historique bouleverse la grille.
À la reprise de l’antenne en janvier 2017, Caroline Delage anime Le Grand JT à 21 h, et présente des journaux lors du Direct Ferrari, émission présentée par Laurence Ferrari.
Caroline Delage est l'auteure d'Au tableau !!!, une émission politique dans laquelle les personnalités sont interrogées par des enfants de 8 à 12 ans. Produite en France par Mélissa Theuriau (416 Prod), l'émission est diffusée sur C8 le 19 mars 2017, sous le nom Présidentielle : Candidats au tableau ! ; des écoliers interrogent alors Emmanuel Macron, Jean-Luc Mélenchon, François Fillon et Benoît Hamon, tous candidats à l'Élection présidentielle française de 2017. 
Lors de cette diffusion, Au tableau !!!, est regardée par 1,3 million de téléspectateurs, soit 5,4 % du public et 7,3 % des FRDA-50 .
L'émission est ensuite reconduite pour 2 saisons sur C8 avec des personnalités de premier plan : Édouard Philippe, François Hollande, Omar Sy, Kylian Mbappé, Xavier Niel, Jamel Debbouze, Gad Elmaleh, Teddy Riner...
Au tableau !!! a également été adaptée en Belgique mais aussi en Nouvelle-Zélande, en Espagne, en Italie (par Endemol Shine Group), en Pologne, au Liban, aux pays-Bas (par Talpa Network), en Arabie Saoudite et en Allemagne.
En septembre 2017, Caroline Delage quitte la chaîne CNEWS pour rejoindre C8 et l'émission William à Midi !. Elle assure la présentation du journal de la mi-journée et d'une chronique sur les publicités étrangères intitulée « Pubs d'ailleurs ».
En 2019, la journaliste créé Au Tableau Productions et produit notamment Une vie d'écart, série-documentaire sur les bienfaits de l'intergénérationnel de 4 x 52 min, diffusé en octobre 2020 sur CANAL+.
En plus de ses activités audiovisuelles, Caroline Delage est membre du jury pour le concours d’entrée au CFJ et membre du Conseil d'administration de l'Iremmo (Institut de recherche et d’étude sur la Méditerranée et le Moyen-Orient). Elle anime de nombreux débats lors d’événements tels que la Cité de la réussite ou L’Université de la Terre, et intervient au sein de l'école PPA Business School à Paris.
Caroline Delage est également la marraine d'honneur de l'association "Un enfant par la main" qui œuvre à la scolarisation des enfants dans le monde.

### Vie privée
Caroline Delage est en couple et mère de deux filles.